# Bolquera
Bolquera (en francès, Bolquère) és una comuna de la Catalunya del Nord, a la comarca de l'Alta Cerdanya. Administrativament, pertany a l'Estat francès.
Les dites populars referides a aquest poble són Bolquera, xucleu que el plat és fondo… i "A Sant Pere són boniquetes, a Bolquera ja no tant, i a Planès, la flor del ram".

## Etimologia
Tal com ho defineix Joan Coromines, Bolquera prové de dues arrels cèltiques. La primera, bul, prové de uolo-n, ampliació de uo- (sota, avall), mentre que la segona, quera, de cario (roca). Per tant, el topònim indicaria un indret, probablement una vall, dessota d'una zona rocosa. Coromines descarta totes les altres interpretacions que s'han donat al llarg dels anys d'aquest topònim.

## Geografia

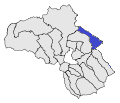
Bolquera a l'Alta Cerdanya

### Localització i característiques generals del terme
El terme comunal de Bolquera, de 176.100 hectàrees d'extensió és situat a la zona nord-est de la comarca de l'Alta Cerdanya, al límit amb el Capcir al nord i amb el Conflent al nord-est.
És a cavall del nord del pla cerdà i de la zona muntanyosa propera al Llac de la Bollosa i del vessant meridional del Roc d'Aude. El terme comunal és allargassat i estret, de nord-oest a sud-est, amb una zona una mica més ampla a l'extrem meridional del terme, on es troba el poble de Bolquera.
El terme de Bolquera té una part muntanyosa que s'estén des del nord del terme, proper al Llac de la Bollosa, fins a prop al nord del poble de Bolquera, de manera que ocupa quasi tota la franja sud-occidental, justament al termenal amb la comuna de Font-romeu, Odelló i Vià. En aquesta zona es troben, al nord, l'Estany de la Pradella, que Bolquera comparteix amb Font-romeu, Odelló i Vià i Angostrina i Vilanova de les Escaldes, l'Estany Negre i l'Estany Llarg. A l'espai situat entre aquests tres estanys es troba el punt més elevat de la comuna, a 2.090 metres d'altitud. Bona part del terme de Bolquera està directament relació amb la gran estació d'esquí de Font-romeu: pistes, telecadires i, sobretot, zones residencials, com Superbolquera i Pirineus 2000. En el punt més meridional de la comuna de Bolquera, a l'extrem sud-oest, es troba el punt més baix de la comuna, a 1.474 m alt. Bolquera és a 1.617,3, Superbolquera vers els 1.730, i Pirineus 2000, cap als 1.780.
La resta del terme és més plana; és un pla inclinat que davalla dels 1.700 als, aproximadament, 1.500 m alt. Es tracta del vessant meridional de la vall de la Tet, riu que marca la separació del Conflent i l'Alta Cerdanya, és a dir, tota la riba dreta d'aquest riu. Únicament s'escapa d'aquesta unitat geogràfica l'extrem sud-oest del terme, precisament el lloc on es troba el poble de Bolquera, que és una petita vall, la del Rec de Bolquera, que davalla cap al sud-oest des del Serrat de l'Ós i ja en terme de Font-romeu, Odelló i Vià s'ajunta amb el Rec d'Eina per tal de formar l'Angust, o Rec de l'Angust, que és un afluent del Segre. El terme de Bolquera, així, doncs, és damunt de la carena que trenca les aigües de les conques del Tet i del Segre.
Termes municipals limítrofs:
| Els Angles (Capcir) / Angostrina i Vilanova de les Escaldes | La Llaguna (Conflent) |                         |
|                                                             |                       |                         |
| Font-romeu, Odelló i Vià                                    | Eina                  | La Cabanassa (Conflent) |

### Bolquera

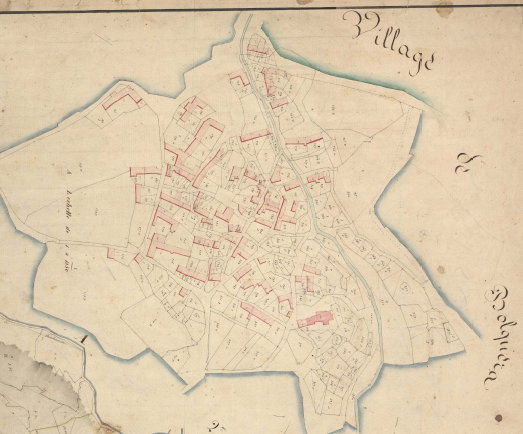
Bolquera en el Cadastre Napoleònic del 1812 (Arxius Departamentals dels Pirineus Orientals)

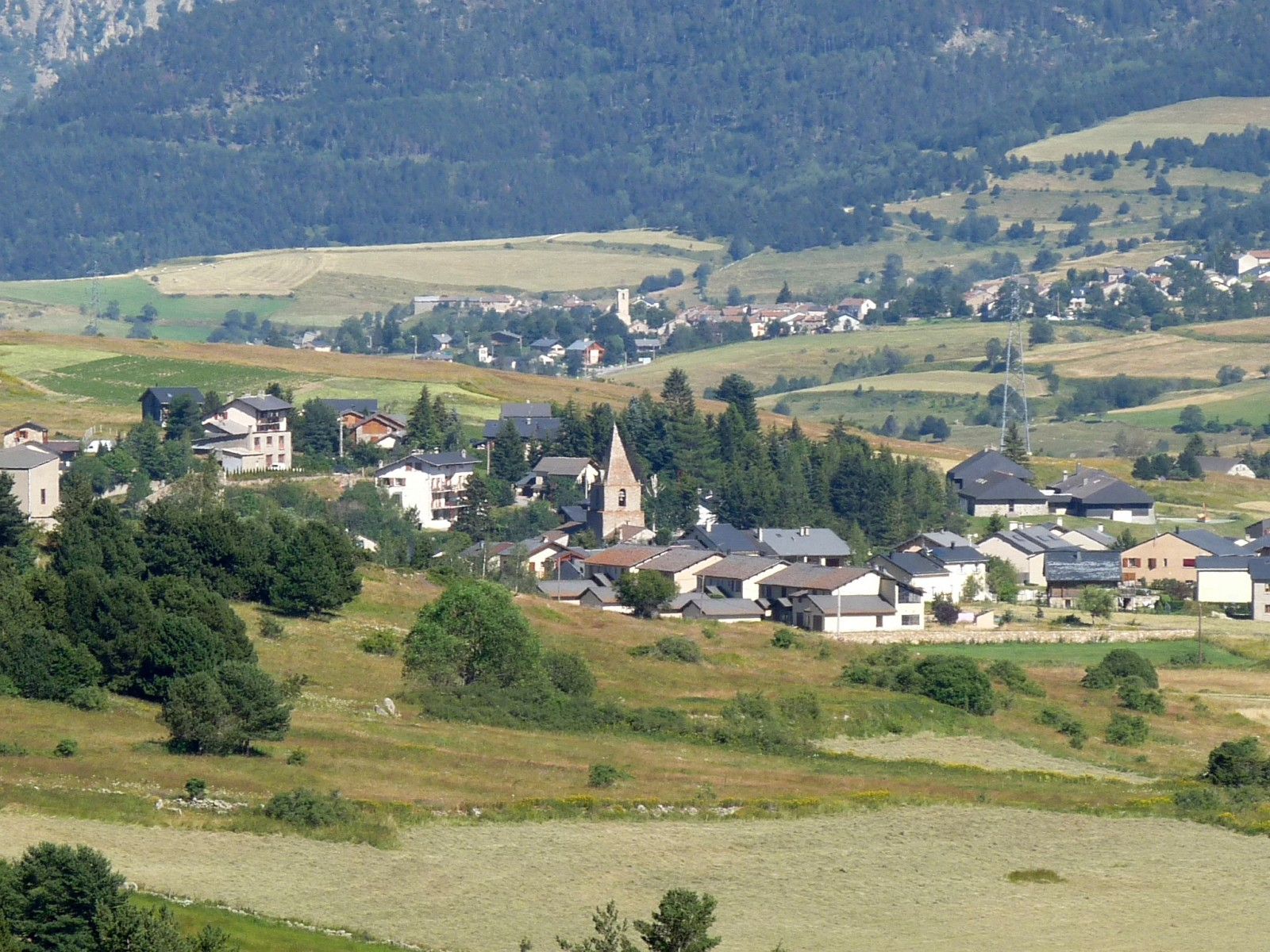
Bolquera, des de Font-romeu

El poble de Bolquera és a l'extrem sud-occidental del terme, a la conca del Rec de Bolquera, vora el Camí dels Capcinesos, que unia la Cerdanya amb Carcassona. És un poble poc compacte, organitzat al nord i nord-oest de l'església parroquial de Santa Eulàlia de Bolquera, construïda damunt les restes del quasi del tot desaparegut Castell de Bolquera (en queda una torre, reaprofitada com a campanar de l'església). En aquest nucli primigeni es reconeixen els barris del Carrer de la Costa, el de la Poca Farina, el del Sant, el de les Escoles i el del Reguerot.
A més del nucli vell de la població, de Superbolquera i de Pirineu 2000, modernament s'han creat les urbanitzacions dels Blats d'Or, la Font, el Prat, les Residències del Vilatge, a part de tres centres de vacances, un d'ells de l'UDSIS (organisme oficial: Unió Departamental Escolar i d'Inserció Social).

### Superbolquera
Superbolquera és una entitat de població començada a construir l'any 1913, però que ha pres més volada a partir del darrer terç del segle XX per la necessitat de donar allotjament als practicants d'esquí del conjunt de pistes dels termes de Font-romeu, Odelló i Vià, primer, i del mateix Bolquera, més tard, com a extensió de les instal·lacions de Font-romeu: en alguns casos, tant les pistes com els remuntadors passen d'un terme a l'altre contínuament. En l'actualitat, la població de Superbolquera és en part fixa tot l'any i en part estacional, relacionat amb la pràctica dels esports d'hivern.

### Pirineus 2000
Més al nord, i a més alçada, es troba encara l'estació d'esquí de Pirineus 2000, nascuda com a ampliació de Superbolquera. La seva població actual és semblant a la de Superbolquera, atès que a l'entorn de l'estació d'esquí s'ha anat generant un nucli de població, en bona part estacional.

### Masies del terme comunal
En el de Bolquera no hi ha masies aïllades; sí, en canvi, d'altres tipus de construccions rurals i similars. Hi ha algunes barraques, com la del Pla dels Avellans i la de la Borda, cabanes, com la del Vaquer, o del Pastor, la de Llívia i l'anomenada Corral dels Porcs, i casetes, com la de la Comassa, la del Camí d'Eina, la del Mollàs i la del Verdolar. Fora del nucli de Bolquera hi ha també diverses instal·lacions comunals o comarcals, com el Cementiri nou (el vell és a ran de l'església parroquial), la Deixalleria intercomunal, la Gara (estació), i algunes construccions relacionades amb l'esquí: la Passarel·la del Pla de Barrés, el Telecadira de la Nord II, el del Pla dels Avellans, el de Pirineu 2000, el del Belvedère, el Telesquí dels Colxiques, el de la Solana i altres telesquís sense nom conegut.

### Hidrònims
Pocs són els topònims relacionats amb l'aigua del terme de Bolquera; hi ha una resclosa la Resclosa (o Barratge) de la Salita, alguns estanys, com el Estany de la Pradella, el el del Ticó, l'Estany Llarg, el Negre i els Estanyols, la Font de Guillemó i la del Carrer de la Poca Farina, tres torrents, anomenats rec, com el Rec, o Rec de Bolquera, el de la Jaça de les Cabres i el de l'Estany Negre, un canal d'irrigació, el Rec del Molí del Rei, una conducció forçada, a part d'un únic riu, la Tet.

### Orografia
La toponímia reflecteix sovint l'orografia del lloc; així, trobem obagues, com el Bac, o el Bac de Llívia, el Bac de la Molina i la Pedregosa, o Bac de la Pedregosa; boscs, com el Bosc Comunal de Bolquera, el Bosc de Llívia i el Bosc Estatal del Camí Ramader; clots, com el Clot Fondo; colls, com el Coll de la Pradella i el Coll del Pam; comes, com la Coma, o Coma Roquetera, o el Prat del Bosc, la Coma de Guinot, la Coma de la Mateva, Comallempa, la Comassa i les Comes de Dalt, o la Coma de Dalt; planes, com el Pla, o Pla de les Artigues, el Pla de Barrés, el Pla de la Creu, el Pla del Bac, el Pla dels Avellans i el Pla del Termenal o, senzillament, el Termenal; roques destacades, com la Roca, la Roca de Barrut, la Roca Simon, el Roc Blanc i els Roqueters; serres i serrats, com la Serra, la Serra de Fornells, la Serra de les Artigues, el Serrat de la Gallarda, el Serrat de l'Ós, el Serrat dels Castellans, el Serrat del Tabac i la Serra Usclada (nom antic, ja en desús), i solanes, com el Solà de les Artigues i la Solana.

### El terme comunal
Els espais geogràfics definits i partides del terme comunal de Bolquera són l'Acordió, l'Aibre, Barrés, o el Barrés, el Belvédère, el Bosqueró, el Camí d'Eina, el Camí de la Perxa, el Camí d'Odelló. el Camp Gran, el Camp Llarg, els Camps de la Mateva, els Camps de les Ombreres, els Camps del Pont de Bou, la Carrerada, el Corral, la Creu, els Emprius, l'Erm, els Escabanassos, les Esclosetes, els Escomalls, o els Comalls, l'Esparra, o el Prat de l'Esparra, les Espinelles, les Esqueroles, els Esquists, els Estanyols, la Farga, el Forat de la Ximeneia Baixa, la Jaça de les Cabres, la Jaça de les Soques, la Jaça del Pas, els Mollars, les Molleres de la Jaça de les Soques, la Muntanya, el Pas de Ro, la Pleta Vella, el Prat del Patau, el Prat del Rit, el Rasteller, o la Pleta Vella, el Rec, el Rec d'Amunt, el Rec del Molí del Rei, la Ribera, les Ribes de Clot Fondo, les Saleres de Guinot, el Sorral i el Ventolar.

#### Senyals termenals
Alguns topònims corresponen a senyals termenals, com el Concagat, la Creu, la Creu del Cim del Botàs de l'Esteve, la Creu de la Serra de Fornells, la Creu del Puig Petit, la Creu del Roc Blanc, la Creu del Serrat de la Gallarda, la Creu del Serrat de les Fonts d'en Gabriel, la Creu del Serrat de l'Ós, la Creu del Serrat del Pla de la Creu, la Creu del Serrat dels Castellans, la Creu del Serrat del Tabac, les Esqueroles, la Peira Ficada, o la Pedra Dreta, el Roc, el Roc Blanc, el Roc de Fornells, el Roc del Coll de la Pradella, el Roc del Botàs de l'Esteve i el Roc del Forat de la Ximeneia Baixa.

## Transport i comunicacions

### Carreteres
Pel terme comunal de Bolquera passen tres carreteres departamentals, la D - 618 (N - 116, a la Cabanassa - Ur), la D - 10 (Dorres - N - 116, a Montlluís), que té dos ramals, la D - 10c (Bolquera - N - 618, a Bolquera) i la D - 10g (Bolquera - D - 10c, a Bolquera), i la N - 116 (Perpinyà - la Guingueta d'Ix). La primera uneix Montlluís, la Cabanassa, les estacions d'esquí de Bolquera, Font-romeu, Èguet, Targasona), Angostrina, Vilanova de les Escaldes i Ur. La segona i la tercera uneixen Bolquera amb els moderns nuclis de població de Superbolquera i Pirineus 2000. Finalment, la quarta, que només trepitja el terme de Bolquera un breu tram, proper al Coll de la Perxa, és la que permet enllaçar amb la resta de la Catalunya del Nord.

### Transport públic col·lectiu
Bolquera té el servei de la línia 260 del transport col·lectiu departamental de Le bus à 1 €. A més, pot disposar també del TAD (Transport à la demande), com els altres pobles de la comarca. La línia 260 uneix Perpinyà amb la Cerdanya passant per Prada, fins on és directa des de la capital del Rosselló, Rià, Vilafranca de Conflent, Serdinyà, Oleta, Toès, Fontpedrosa, Fetges, Montlluís, Bolquera, Font-romeu, Èguet, Targasona, Angostrina, Vilanova de les Escaldes, Ur, Enveig, la Tor de Querol, la Cabanassa, Sallagosa, Er, Naüja, Oceja, la Guingueta d'Ix, Ur (fent un bucle a l'Alta Cerdanya), Enveig, la Tor de Querol, Porta i Portè. Aquesta línia circula de dilluns a dissabte amb quatre serveis diaris en direcció a la Cerdanya i cinc en direcció a Perpinyà, més un servei diari extra divendres i dissabte i tres serveis en cada direcció el diumenge.

### Ferrocarril
El Tren Groc, Vilafranca de Conflent - la Tor de Querol travessa el terme comunal de Bolquera, on es troba l'Estació de Bolquera-Eina. És la línia 12 TER Llenguadoc Rosselló. Aquest tren entra en el terme de Bolquera procedent de l'Estació de Montlluís - la Cabanassa, a prop del Coll de la Perxa, i en arribar a l'Estació de Bolquera - Eina arriba al seu punt de màxima altitud, a 1.592 m, fins al punt que aquesta estació és la situada més enlaire de tot l'estat francès en una línia de tren que no sigui de cremallera. Tot seguit s'adreça al Coll de la Perxa i a l'Estació de Bolquera - Eina. Al Coll de la Perxa es produeix el canvi de comarca, del Conflent a l'Alta Cerdanya. La sortida del terme de Bolquera cap al de Font-romeu, Odelló i Vià es produeix a l'extrem sud-oest del terme. Després de la de Bolquera es troba al cap de poc recorregut l'Estació de Font-romeu, Odelló i Vià.

### Els camins del terme
Entre els camins del terme de Bolquera hi ha els que són interns del terme mateix, i els que enllacen amb els pobles i termes veïns. Els interns són el Camí de Comallempa, el de la Plana, el de la Solana, o dels Corrals de Llenguit, el del Clot Fondo, o Carretera de la Solana, el del Pla dels Avellans, el del Pla de Barrés, el del Rasteller, el dels Esquits, el dels Roqueters, el dels Traginers, la Carrerada de Bolquera, la Carrerada o Camí de les Carboneres, la Carretera de la Muntanya, o Camí del Bac de la Pedregosa, la Pista de la Tet, o del Pla dels Avellans i la Ruta de les Artigues, o de la Solana, antigament Camí del Pla. Pel que fa als que s'adrecen a l'exterior del terme, destaquen el Camí d'Eina, el de Font-romeu, el de Font-romeu a Montlluís, el de la Llaguna, el de la Perxa, el del Molí d'Eina, el dels Capcinesos o Capcirencs, el de Montlluís, o Camí Vell de Montlluís, el de Vià, el Camí Vell del Molí d'Eina a la Llaguna, el d'Odelló, o Camí Vell d'Odelló, el Pas Ramader, o Carrerada del Pas Ramader, la Ruta de Montlluís a Font-romeu, la Ruta de Montlluís a Sallagosa, abans Camí de les Espinelles, i la Ruta o Camí d'Odelló, a més del Tren Groc.

## Activitats econòmiques
L'activitat econòmica tradicional de Bolquera estava relacionada sobretot amb els seus recursos naturals: l'explotació del bosc i la pràctica del pasturatge i la ramaderia. De les quasi 300 ha conreades del terme, dues terceres parts estaven dedicades a prats i farratges. La resta comptava amb una cinquantena d'hectàrees de cereals, i menys d'una dotzena per a hortalisses i arbres fruiters, sobretot pomes. Pel que fa a la ramaderia, propiciada pels prats i farratges abundants, era d'uns 250 caps de bestiar boví i una cinquantena d'oví i d'equins.
Modernament, però, s'ha desenvolupat molt la indústria del turisme, sobretot hivernal, amb instal·lacions pròpies i en part a partir de les veïnes de Font-romeu. Quatre hotels, dues cases d'hostes, quatre xalets amb serveis hotelers, una casa familiar amb allotjament, tres residències de vacances i més d'un centenar de cases particulars asseguren un bon nombre de places d'allotjament turístic, a més del lloguer d'apartaments convencional.

## Història
L'esment més antic de Bolcharia es remunta a l'any 885, i al llarg del segle IX són diverses les documentacions d'aquest topònim. L'any 968, una butlla del  Papa Joan XIII confirma Bolquera com a possessió de l'abadia de Sant Miquel de Cuixà, a la qual el 1037 s'afegeix una donació a aquest monestir de part del comte de Cerdanya Guifré II. A partir del segle XI esdevé feu dels comtes ceretans, per tal de passar després als vescomtes de Castellnou i, encara més tard, als comtes de Foix, que en servaren el domini fins al segle XV. Posteriorment, passà per compra per diverses mans: el cavaller Antoni Mercader, que l'any 1499 el cedia en testament al seu hereu, Joan Porcell, donzell de Puigcerdà, que es feia dir Joan Mercader. El 1666 la senyoria de Bolquera passava a mans del col·legi de preveres de Puigcerdà, que en foren senyors ja fins a la Revolució Francesa.

## Demografia

### Demografia antiga
La població està expressada en nombre de focs (f) o d'habitants (h)
| 22 f | 18 f | 11 f | 9 f | 50 f | 49 f | 350 h | 313 h | 337 h | 75 f |

(Fonts: Pélissier, 1986.)
Nota:
- 1774: Bolquera, annex de Vià.

### Demografia contemporània
| Evolució de la població |      |      |      |      |      |      |      |      |
| 1793                    | 1800 | 1806 | 1821 | 1831 | 1836 | 1841 | 1846 | 1851 |
| 270                     | 278  | 288  | 318  | 339  | 338  | 378  | 380  | 390  |

| 1856 | 1861 | 1866 | 1872 | 1876 | 1881 | 1886 | 1891 | 1896 |
| ---- | ---- | ---- | ---- | ---- | ---- | ---- | ---- | ---- |
| 403  | 415  | 463  | 406  | 456  | 433  | 423  | 411  | 397  |

| 1901 | 1906 | 1911 | 1921 | 1926 | 1931 | 1936 | 1946 | 1954 |
| ---- | ---- | ---- | ---- | ---- | ---- | ---- | ---- | ---- |
| 368  | 352  | 322  | 311  | 306  | 302  | 275  | 271  | 250  |

| 1962 | 1968 | 1975 | 1982 | 1990 | 1999 | 2004 | 2009 | 2014 |
| ---- | ---- | ---- | ---- | ---- | ---- | ---- | ---- | ---- |
| 215  | 249  | 373  | 503  | 617  | 730  | 779  | 779  | 799  |

| 2016 |
| ---- |
| 807  |

Fonts: Ldh/EHESS/Cassini fins al 1999, després INSEE a partir deL 2004

### Evolució de la població

Població 1962-2008

## Administració i política

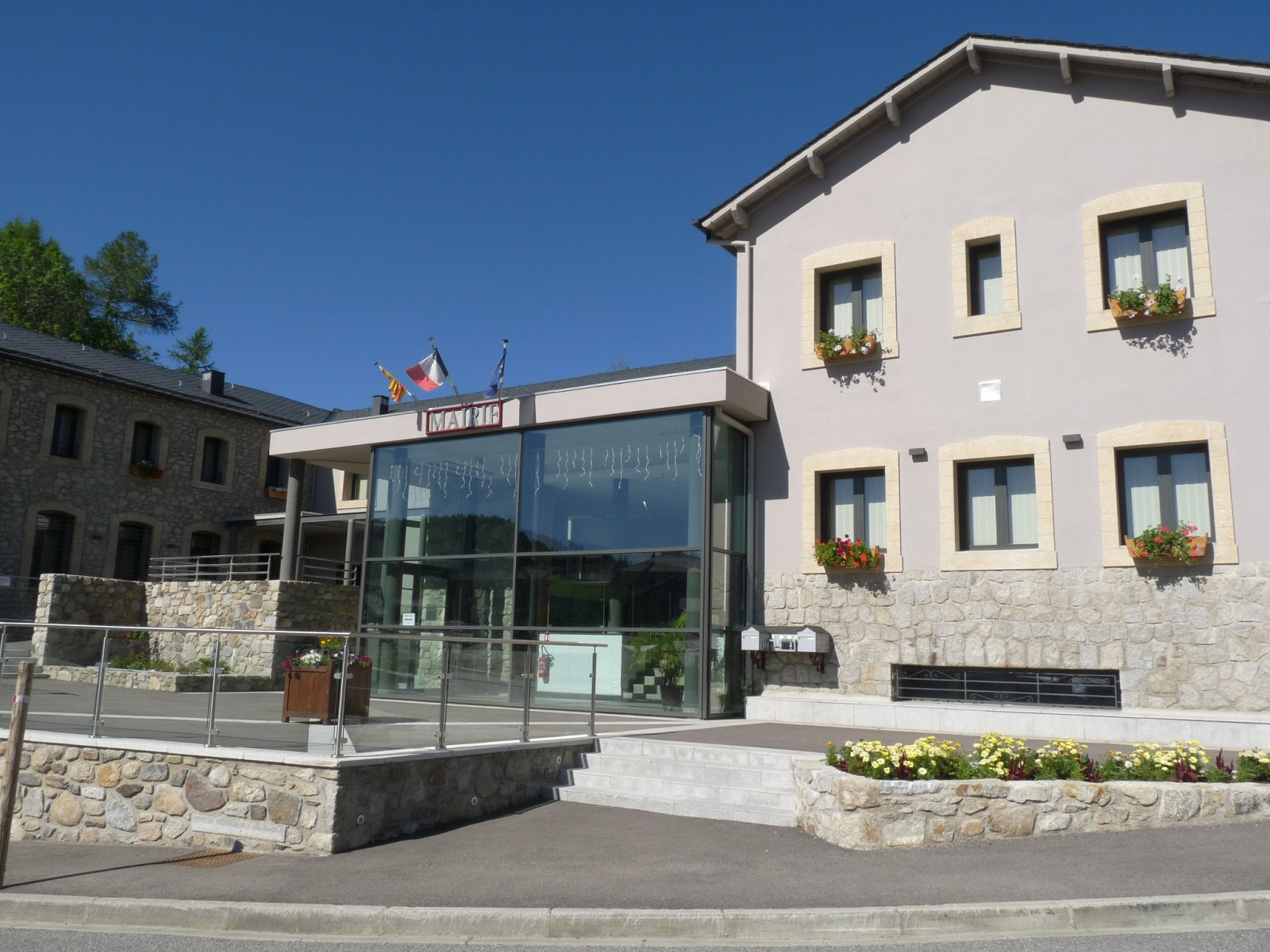
La Casa del Comú de Bolquera

### Batlles
| Alcalde            | Període                             |
| ------------------ | ----------------------------------- |
| Pere Patau         | ? - 1815                            |
| Joan Inbern        | 1815 - ?                            |
| Ramin Guinovart    | 1983 - 1989                         |
| Jean-Pierre Abel   | Març del 2001 - 28 de març del 2019 |
| Jean-Pierre Inglès | 2 de juny del 2019 - Moment actual  |

### Legislatura 2014 - 2020

#### Batlle
- Jean-Pierre Inglès.

#### Adjunts al batlle[10]
- 1r: Jackie Coll
- 2a: Françoise Martin
- 3r: Jean-Louis Brunet.

#### Consellers municipals
- Emmanuelle Bailly
- Jean-Pierre Basso
- André Bataille
- Jacques Cartier
- Michel De la Osa
- Alain Fabre
- Marie-Claire Francez-Charlot
- Noëlle Garcia
- Bernard Rosell
- Serge Rossell
- Nadine Saignol.

### Adscripció cantonal
Des de les eleccions cantonals del 2015, Bolquera forma part del Cantó dels Pirineus Catalans.

### Serveis comunals mancomunats
Bolquera forma part de la Comunitat de comunes Pirineus catalans, amb capitalitat a la Llaguna, juntament amb Aiguatèbia i Talau, els Angles, Bolquera, la Cabanassa, Caudiers de Conflent, Censà, Eina, Font-romeu, Odelló i Vià, Font-rabiosa, Formiguera, la Llaguna, Matamala, Montlluís, Planès, Puigbalador, Ralleu, Real, Sant Pere dels Forcats i Sautó.

## Llocs d'interès
- L'estació de tren més alta de França, culminant amb 1.593 m la línia del Tren Groc, entre Vilafranca de Conflent i la Tor de Querol.
- L'església parroquial de Santa Eulàlia

## Persones il·lustres
- Capellà de Bolquera s.XIV, capellà i poeta
- Pere Patau (1864-1941), bisbe auxiliar de Perpinyà